# Setodes picescens
Setodes picescens là một loài Trichoptera hóa thạch trong họ Leptoceridae.